# Glutenom izazvane bolesti
Glutenom izazvane bolesti (skraćeno GIB) su velika grupa poremećaja vezanih za unos glutena ishranom. Od 2015. godine sve više je izvještaja o povećanju broja poremećaja vezanih za gluten, kao i stanja povezanih sa enteropatijom kod osoba osjetljivih na gluten, u mnogim zemljama sveta. Povećanje se može objasniti popularnošću zapadne ishrane, proširenom upotrebom mediteranske ishrane (koja uključuje i žitarice sa glutenom), sve većom zamenom pirinča pšenicom u mnogim zemljama, razvojem u poslednjim godinama novih vrsta pšenice sa većom količinom citotoksičnih gluten peptida, i veći sadržaj glutena u hlebu i pekarskim proizvodima (zbog smanjenja vremena fermentacije testa).

## Opšte informacije
Gluten
Pšenični proteini se svrstavaju prema svojoj rastvorljivosti na u vodi rastvorljive albumine, u soli
rastvorljive globuline, u etanolu rastvorljive glijadine, i glutenine rastvorljive u ureji, deterdžentu i kalijumovoj bazi.
Gluten je glavni strukturni proteinski kompleks sadržan u klici pšeničnoga zrna, a sastoji se od gluteninske i glijadinske frakcije. Smatra se da je glutenin odgovoran za davanje čvrstoće i elastičnosti testu, dok je glijadin činilac koji izaziva glutensku preosetljivost. 
Slični toksični proteini otkriveni su u raži (sekalin), ječmu (hordein) i zobi (avenin). Sobzirom na vrlo malu zastupljenost štetnog dela glutena u zobi, ovu žitaricu dobro podnosi i može konzumirati većina obolelih od celijakije. Derivati ovih zrna koji sadrže gluten uključuju slad, pšenoraž, kamut i pir.

## Klasifikacija GIB
Kako se u literaturi spominju različita imena za glutenom izazvane bolesti kao što su glutenska senzitivnost, glutenska hipersenzitivnost ili necelijačna glutenska intolerancija, javila se potreba da se sve bolesti iz ove grupe prema patofiziološkim mehanizmima jasno definišu i svrstaju u određene kategorije. Tako je na globalnom nivou nastalo razvrstavanje ovih poremećaja u tri velike lategorije (grupe):
| Kategorija bolesti           | Vrste |
| ---------------------------- | --- |
| Autoimunske                  | - Celijakija - Herpetiformni dermatitis - Glutenska ataksija                                                       |
| Alergijske                   | - Alergija na pšenicu - Anafilaksa uzrokovana vežbanjem zavisna o pšenici - Pekarska astma - Kontaktni dermatitis. |
| Neautoimunske i nealergijske | - Necelijačna senzitivnost na gluten                                                                               |

Prve de kategorije obuhvataju poremećaje nastale aktivacijom imunološkog sistema. Za razliku od autoimunih bolesti kod kojih se stvaraju autoantitela, mehanizam nastanka alergijske reakcije je unakrsno vezivanje imunoglobulina E (IgE) za glutenske peptide čime dolazi do degranulacije mastocita i otpuštanja histamina i drugih medijatora.
Treća grupa poremećaja je preosjetljivost na gluten, čiji mehanizam nastanka nije niti autoimuni, niti alergijski, već se smatra da glavnu ulogu u njegovom nastanku ima urođeni imunološki sistem.

## Autoimuni poremećaji
Autoimuna stanja povezana sa glutenom uključuju celijakiju, herpetiformni dermatitis i glutensku ataksiju. Postoje istraživanja koja pokazuju da kod ljudi sa glutenskom ataksijom, rana dijagnoza i lečenje bezglutenskom dijetom mogu poboljšati ataksiju i sprečiti njeno napredovanje. Čini se da populacija ljudi sa glutenskom ataksijom i drugim neurološkim stanjima ima različitu HLA distribuciju, posebno više HLA-DK1, u poređenju sa većinom osoba sa celijakijom, koje imaju HLA-DK2 i HLA-DK8 distribuciju.

### Celijakija
Celijakija ili celijačna bolest je bolest za koju se danas zna da je autoimunske prirode sa produkcijom autoantitela (antitela na tkivnu transglutaminazu-TTG, endomizijalna antitela-EMA i antitela na deaminirani glijadinski peptid-DGP) kao i karakterističnim histološkim promenama sluzokože creva (parcijalna ili subtotalna atrofija vilusa sa hiperplazijom kripti).

### Herpetiformni dermatitis
Herpetiformni dermatitis (Dermatitis herpetiformis (DH)) je hronična rekurentna bolest iz grupe poremećaja izazvanih unosom i preosetljivošću na gluten. Njena glavna klinička manifestacija je pojava papulovezikularne ospe sa pratećim svrabom. Zlatni standard za dijagnozu bolesti je direktna imunofluorescencija kože u okolini lezija. Primarni način lečenja je bezglutenska dijeta.

### Glutenska ataksija
Glutenska ataksija je sporadična autoimuna bolest, koja se karakteriše cerebelarnim gubitkom mogućnosti da se kontrolišu svi ili neki voljni mišićni pokreti. Uzrokovana je cirkulišućim antiglijadinskim antitelima, u odsustvu druge etiologije ataksije.
Ataksija izazvana glutenom danas čini 40% ataksija nepoznatog porekla i 15% svih ataksija. Manje od 10% ljudi sa glutenskom ataksijom ima bilo koji gastrointestinalni simptom, a među njima oko 40% ima i crevna oštećenja.

## Alergije bolesti

### Alergijske reakcije na pšenicu
Ljudi takođe mogu da dožive neželjene efekte pšenice, koji nastaju kao rezultat alergije na pšenicu. Gastrointestinalni simptomi alergije na pšenicu slični su simptomima celijakije i osjetljivosti na gluten, sa različitim intervalima između izlaganja pšenici i pojave simptoma. Alergija na pšenicu najčešče ima brz početak (od nekoliko minuta do nekoliko sati) nakon konzumiranja hrane koja sadrži pšenicu i može biti i u formi anafilakse.
Alergijske reakcije na pšenicu odlikuju se pozitivnim kožnim testovima na pšenicu i prisustvom serumskog specifičnog IgE-a na gluten.
Terapija alergije izazvane pšenicu sastoji se od potpunog povlačenja iz ishrane bilo koje hrane koja sadrži pšenicu i drugih žitarice koje sadrže gluten. Ipak, neki pacijenti mogu tolerisati ječam, raž ili zob.

### Pekarska astma
Pekarska astma je klasična alergija poznata još iz doba stare rimske imperije, i spada u grupu profesionalnih bolesti pekarskih radnika. 
U jednoj poljskoj studiji saopšteno je zapažanje da je nakon samo godinu dana kod svih pekarskih pripravnika incidenca obolijevanja od alergije na gluten bila 4,4%, i da je ona rasla na 6% nakon godinu dana boravka u pekarskim prostorijama. Slična je situacija sa rinitisom, gdje je incidenca rasla sa 8,4% na 12,5%.
 Za pojavu pekarske astme glijadini i glutenini, kao komponente glutena, odgovorni su za ovakvu reakciju, ali veliku ulogu ima i alfa-amilaza inhibitor. Za dijagnozu alergije koristi se kožna proba (eng. skin flick test). Pozitivna prediktivna vrednost ovakvih testova ipak je manja od 75%.

### Kontaktni dermatitis
Коntaktni dermatitis je oblik zapaljenjskog reagovanja kože koji nastaje kao odgovor na kontakt sa alergenom, senzibilizacijom kasnog tipa preosetljivosti, u ovom slućaju na alergene iz brašna i žitarica.

## Neautoimunske i nealergijske bolesti

### Necelijačna senzitivnost na gluten
Necelijačna senzitivnost na gluten se definiše kao nealergijsko i neautoimunsko stanje u kojem konzumiranje glutena dovodi do pojave simptoma sličnih celijakiji. Ovo stanje nastaje nakon ingestija hrane, koja sadrži gluten, koje dovodi do imunoloških, morfoloških i simptomatskih manifestacija kod osoba kod kojih je isključeno postojanje celijakije i alergije na gluten.
Bolest se manifestuje gastrointestinalnim i ekstraintestinalnim simptomima, koji se brzo povlače nakon uvođenja bezglutenske dijete.
Prvi bolesniici sa simptomima NCGS opisani su još 1978. godine od strane Ellisa i Linakera, ali im se do nedavno nije pridavala pažnja. Ovaj sindrom u dečjem uzrastu je još manje istražen, a prvi slučaj opisan je tek 2012. godine. Svega nekoliko studija se bavilo proučavanjem ovog stanja kod dece.

## Klinička slika
Kliničku sliku glutenom izazvane bolesti karakteriše više od 250 znakova i simptoma osetljivosti na gluten, uključujući:
- nadutost trbuha, praćenu nelagodnošću u stomaku ili bolom,
- Zatvor (konstipaciju) i dijareju.

Osetljivost može biti prisutna i sa ekstraintestinalnim simptomima, uključujući:
- glavoboljom i/ili „sumaglicom”,
- peckanje i / ili obamrlost u rukama i stopalima,
- umor,
- mišićni poremećaje
- bolovi u kostima ili zglobovima;
- cerebralne manifestacije (npr kod idiopatske neuropatije osjetljive na gluten).[32]

## Dijagnoza
Senzitivnost na gluten nema specifičnog serološkog markera. Tipizacijom HLADQ2DQ8 glutenom izazvane bolesti potvrđeni su u svega 50% slučajeva, tako da se dijagnoza postavlja eliminacijom, odnosno isključenjem autoimunog i alergijskog mehanizma reaktivnosti na gluten. 
Ukoliko je kod pacijenta pozitivna celijačna serologija (anti tTG IgA,IgG, antiendomizijalna i anti-DPG) dalja dijagnostika ide u pravcu utvrđivanja ili isključenja celijakije. Ukoliko se njeno prisustvo ne dokaže, prelazi se na testiranje senzitivnosti na gluten, odnosno dalja klinička ispitivanja.

## Diferencijalna dijagnoza
Kako je za pravilno postavljanje dijagnoze glutenom izazvanih patoloških stanja, neophodno je dobro poznavanje osnovnih karakteristike stanja, kako je to i prikazano u donjoj tabeli:
|                                                 | NCGS                              | Celijakija                        | Alregija na pšenicu               |
| ----------------------------------------------- | --------------------------------- | --------------------------------- | --------------------------------- |
| Vreme ispoljavanja simptoma nakon unosa glutena | Sati — dani                       | Dani — nedelje                    | Minuti — sati                     |
| Patogeneza                                      | Urođena imunost                   | Autoimunost/stečena imunost       | Alergijski imunski odgovor        |
| HLA —DQ2/DQ8 genotip                            | 50%                               | Da                                | Ne                                |
| Autoantitela                                    | 50% AGA IgG                       | DEA (TTG. EMA, DGP)               | Ne                                |
| Enteropatija                                    | Minimalna                         | Da                                | Minimalna                         |
| Simptomi                                        | Intestinalni i ekstraintestinalni | Intestinalni i ekstraintestinalni | Intestinalni i ekstraintestinalni |

## Literatura
- Korn, Danna (2006). Living gluten-free for dummies. Hoboken, NJ: Wiley Pub. стр. 14, 27–31. ISBN 9780471773832.
- Ellis, A.; Linaker, B. D. (1978). „Non-coeliac gluten sensitivity?”. Lancet (London, England). 1 (8078): 1358—1359. PMID 78118. S2CID 53267087. doi:10.1016/s0140-6736(78)92427-3.
- Catassi, Carlo; Bai, Julio; Bonaz, Bruno; Bouma, Gerd; Calabrò, Antonio; Carroccio, Antonio; Castillejo, Gemma; Ciacci, Carolina; Cristofori, Fernanda; Dolinsek, Jernej; Francavilla, Ruggiero; Elli, Luca; Green, Peter; Holtmeier, Wolfgang; Koehler, Peter; Koletzko, Sibylle; Meinhold, Christof; Sanders, David; Schumann, Michael; Schuppan, Detlef; Ullrich, Reiner; Vécsei, Andreas; Volta, Umberto; Zevallos, Victor; Sapone, Anna; Fasano, Alessio (2013). „Non-Celiac Gluten Sensitivity: The New Frontier of Gluten Related Disorders”. Nutrients. 5 (10): 3839—53. PMC 3820047 . PMID 24077239. doi:10.3390/nu5103839 .
- Volta, Umberto; Bardella, Maria Teresa; Calabrò, Antonino; Troncone, Riccardo; Corazza, Gino Roberto; Study Group for Non-Celiac Gluten Sensitivity (2014). „An Italian prospective multicenter survey on patients suspected of having non-celiac gluten sensitivity”. BMC Medicine. 12: 85. PMC 4053283 . PMID 24885375. doi:10.1186/1741-7015-12-85 .
- Sapone, Anna; Lammers, Karen M.; Casolaro, Vincenzo; Cammarota, Marcella; Giuliano, Maria Teresa; De Rosa, Mario; Stefanile, Rosita; Mazzarella, Giuseppe; Tolone, Carlo; Russo, Maria Itria; Esposito, Pasquale; Ferraraccio, Franca; Cartenì, Maria; Riegler, Gabriele; De Magistris, Laura; Fasano, Alessio (2011). „Divergence of gut permeability and mucosal immune gene expression in two gluten-associated conditions: Celiac disease and gluten sensitivity”. BMC Medicine. 9 (1): 23. PMC 3065425 . PMID 21392369. doi:10.1186/1741-7015-9-23 .
- Volta, Umberto; Caio, Giacomo; Tovoli, Francesco; De Giorgio, Roberto (2013). „Non-celiac gluten sensitivity: Questions still to be answered despite increasing awareness”. Cellular & Molecular Immunology. 10 (5): 383—92. PMC 4003198 . PMID 23934026. doi:10.1038/cmi.2013.28.
- Volta, Umberto; Caio, Giacomo; Karunaratne, Tennekoon B.; Alaedini, Armin; De Giorgio, Roberto (2017). „Non-coeliac gluten/Wheat sensitivity: Advances in knowledge and relevant questions”. Expert Review of Gastroenterology & Hepatology. 11 (1): 9—18. PMID 27852116. S2CID 34881689. doi:10.1080/17474124.2017.1260003.
- Volta, Umberto; De Giorgio, Roberto (2012). „New understanding of gluten sensitivity”. Nature Reviews Gastroenterology & Hepatology. 9 (5): 295—9. PMID 22371218. S2CID 205487297. doi:10.1038/nrgastro.2012.15.
- Sapone, Anna; Lammers, Karen M.; Mazzarella, Giuseppe; Mikhailenko, Irina; Cartenì, Maria; Casolaro, Vincenzo; Fasano, Alessio (2010). „Differential Mucosal IL-17 Expression in Two Gliadin-Induced Disorders: Gluten Sensitivity and the Autoimmune Enteropathy Celiac Disease”. International Archives of Allergy and Immunology. 152 (1): 75—80. PMC 2956008 . PMID 19940509. doi:10.1159/000260087.
- Catassi, Carlo; Elli, Luca; Bonaz, Bruno; Bouma, Gerd; Carroccio, Antonio; Castillejo, Gemma; Cellier, Christophe; Cristofori, Fernanda; De Magistris, Laura; Dolinsek, Jernej; Dieterich, Walburga; Francavilla, Ruggiero; Hadjivassiliou, Marios; Holtmeier, Wolfgang; Körner, Ute; Leffler, Dan; Lundin, Knut; Mazzarella, Giuseppe; Mulder, Chris; Pellegrini, Nicoletta; Rostami, Kamran; Sanders, David; Skodje, Gry; Schuppan, Detlef; Ullrich, Reiner; Volta, Umberto; Williams, Marianne; Zevallos, Victor; Zopf, Yurdagül; Fasano, Alessio (2015). „Diagnosis of Non-Celiac Gluten Sensitivity (NCGS): The Salerno Experts' Criteria”. Nutrients. 7 (6): 4966—77. PMC 4488826 . PMID 26096570. doi:10.3390/nu7064966 .
- Biesiekierski, Jessica R.; Iven, Julie (2015). „Non-coeliac gluten sensitivity: Piecing the puzzle together”. United European Gastroenterology Journal. 3 (2): 160—5. PMC 4406911 . PMID 25922675. doi:10.1177/2050640615578388.
- Mišak Z (2014). „Gluten u prehrani: uzrok celijakije ili nešto više”. Paediatr Croat. 58 (1): 175—9..
- Bruni, Oliviero; Dosi, Claudia; Luchetti, Anna; Della Corte, Martina; Riccioni, Assia; Battaglia, Domenica; Ferri, Raffaele (2014). „An unusual case of drug-resistant epilepsy in a child with non-celiac gluten sensitivity”. Seizure. 23 (8): 674—6. PMID 24813861. S2CID 36756660. doi:10.1016/j.seizure.2014.04.005.
- Lionetti, Elena; Leonardi, Salvatore; Franzonello, Chiara; Mancardi, Margherita; Ruggieri, Martino; Catassi, Carlo (2015). „Gluten Psychosis: Confirmation of a New Clinical Entity”. Nutrients. 7 (7): 5532—9. PMC 4517012 . PMID 26184290. doi:10.3390/nu7075235 .
- Leccioli, Valentina; Oliveri, Mara; Romeo, Marcello; Berretta, Massimiliano; Rossi, Paola (2017). „A New Proposal for the Pathogenic Mechanism of Non-Coeliac/Non-Allergic Gluten/Wheat Sensitivity: Piecing Together the Puzzle of Recent Scientific Evidence”. Nutrients. 9 (11): 1203. PMC 5707675 . PMID 29099090. doi:10.3390/nu9111203 .
- Tanpowpong, Pornthep; Broder-Fingert, Sarabeth; Katz, Aubrey J.; Camargo, Carlos A. (2012). „Predictors of Gluten Avoidance and Implementation of a Gluten-Free Diet in Children and Adolescents without Confirmed Celiac Disease”. The Journal of Pediatrics. 161 (3): 471—5. PMID 22484356. doi:10.1016/j.jpeds.2012.02.049.

## Spoljašnje veze
|  | Molimo Vas, obratite pažnju na važno upozorenje u vezi sa temama iz oblasti medicine (zdravlja). |